# Батумський державний університет імені Шота Руставелі
Батумський державний університет імені Шота Руставелі (груз. შოთა რუსთაველის სახელმწიფო უნივერსიტეტი) — державний вищий навчальний заклад у Грузії. Знаходиться у місті Батумі. Має в своєму складі такі підрозділи:
- Факультет гуманітарних наук
- Педагогічний факультет
- Факультет економіки
- Юридичний факультет
- Факультет соціальних та політичних наук
- Факультет медицини та природознавства
- Факультет фізико-математичних наук та комп'ютерних технологій
- Факультет інженерних технологій
- Факультет туризму

## Історія
У 1923 році на території сучасної ЗШ № 2 був заснований перший педагогічний інститут у м. Батумі. Він функціонував до 1935 року, після чого його перемістили (вул. Ніношвілі, 35). На той час він складався з 4 факультетів: грузинської мови та літератури, фізико-математичного, історичного та природознавчого. У 1936 році був створений факультет фізичного виховання. Пізніше, у 1938 році почали вивчатися російська мова та література. З того часу заклад був названий іменем Шота Руставелі.
У 1990 році педагогічний інститут отримав статус університету. Додатково були створені інші факультети: медицини, права та економіки.
З 2006 по 2011 рік університет продовжував стрімко розвиватися, зокрема почалася співпраця з Батумським ботанічним садом.

## Факультет гуманітарних наук
Факультет налічує 9 кафедр, зокрема:
- Кафедра грузинської філології
- Кафедра історії, археології та етнології
- Кафедра філософії
- Кафедра європеїстики
- Кафедра слов'янської філології
- Кафедра східної філології

## Педагогічний факультет
Має наступні спеціалізації:
- Вчитель початкових класів
- Освітній менеджмент
- Курси підвищення кваліфікації
- Післядипломна освіта для педагогів

## Юридичний факультет
Факультет входить до складу Європейської Асоціації Правових Факультетів. Також проводиться тісна співпраця з Грацьким університетом, Литовським державним університетом Ніколаса Ромеро, Київським юридичним університетом, Стамбульським університетом, Турецьким Єдіп́етським університетом, Тернопільським національним економічним університетом.

## Факультет соціальних та політичних наук
Факультет спеціалізується у наступних напрямах:
- Психологія
- Клінічна психологія
- Міжнародні відносини
- Євроінтеграція

## Факультет фізико-математичних наук та комп'ютерних технологій
Факультет проводить до- та післядипломні програми у таких дисциплінах:
- Фізика
- Фізика та астрономія
- Прикладна фізика
- Математика
- Фінансова математика
- Комп'ютерні обчислення
- Радіофізика
- Бізнес-інформатика

## Факультет технологій
Факультет складається з трьох відділень:
- Факультет аграрних технологій
- Факультет екології
- Факультет інженерних технологій